# Fédération allemande de handball
 (juillet 2022).
Si vous disposez d'ouvrages ou d'articles de référence ou si vous connaissez des sites web de qualité traitant du thème abordé ici, merci de compléter l'article en donnant les références utiles à sa vérifiabilité et en les liant à la section « Notes et références ».
La fédération allemande de handball (allemand : Deutscher Handballbund, DHB) est fondée en 1949. Elle affiliée à la fédération internationale de handball (IHF) depuis 1950 et à la fédération européenne de handball (EHF) depuis 1991. Son siège se situe à Dortmund. 
La fédération est présidée par Andreas Michelmann depuis 2015.
Avec 748 889 adhérents en 2019, il s'agit de la première fédération de handball au monde[réf. nécessaire].

## Historique
Adhérents
- 2011 : 830 000
- 2013 : 803 373
- 2016 : 756 987
- 2018 : 757 593
- 2019 : 748 889

## Présidents
La liste des présidents de la Fédération est :
- Willi Daume (de) : de 1949 à 1955
- Ernst Feick (de) : de 1955 à 1966
- Otto Seeber : de 1966 à 1972
- Bernhard Thiele (de) : de 1972 à 1989
- Hans-Jürgen Hinrichs (de) : de 1989 à 1993
- Bernd Steinhauser (de) : de 1993 à 1998
- Ulrich Strombach (de) : de 1998 à 2013
- Bernhard Bauer (de) : de 2013 à 2015
- Andreas Michelmann (de) : de depuis 2015